# دييغو أورتيز دي زونيغا
دييغو أورتيز دي زونيغا (بالإسبانية: Diego Ortiz de Zúñiga)‏ هو مؤرخ وكاتب إسباني، ولد في 1636 في إشبيلية في إسبانيا، وتوفي بنفس المكان في 3 سبتمبر 1680.